# Maria Bogda
Maria Bogda, właśc. Janina Kopaczek-Brodzisz (ur. 25 listopada 1909 lub 1905 1906 we Lwowie, zm. 30 czerwca 1981 w Desert Hot Spring lub w Altadenie) – polska aktorka, jedna z najbardziej popularnych w Polsce gwiazd filmowych w dwudziestoleciu międzywojennym.

## Życiorys
W 1927 ukończyła studia w Instytucie Filmowym W. Biegańskiego w Warszawie. Przed II wojną światową występowała w wielu polskich filmach. Była uważana za jedną z najładniejszych polskich aktorek – wygrała konkurs „Ilustrowanego Kuryera Codziennego” na najpiękniejszy typ Polki. W 1929 przystąpiła do Lwowskiego Klubu Krótkofalowców; posiadała znak wywoławczy SP3HR.

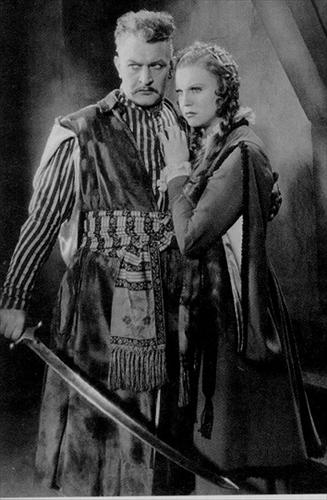
Franciszek Brodniewicz i Maria Bogda w filmie Pan Twardowski (1936)

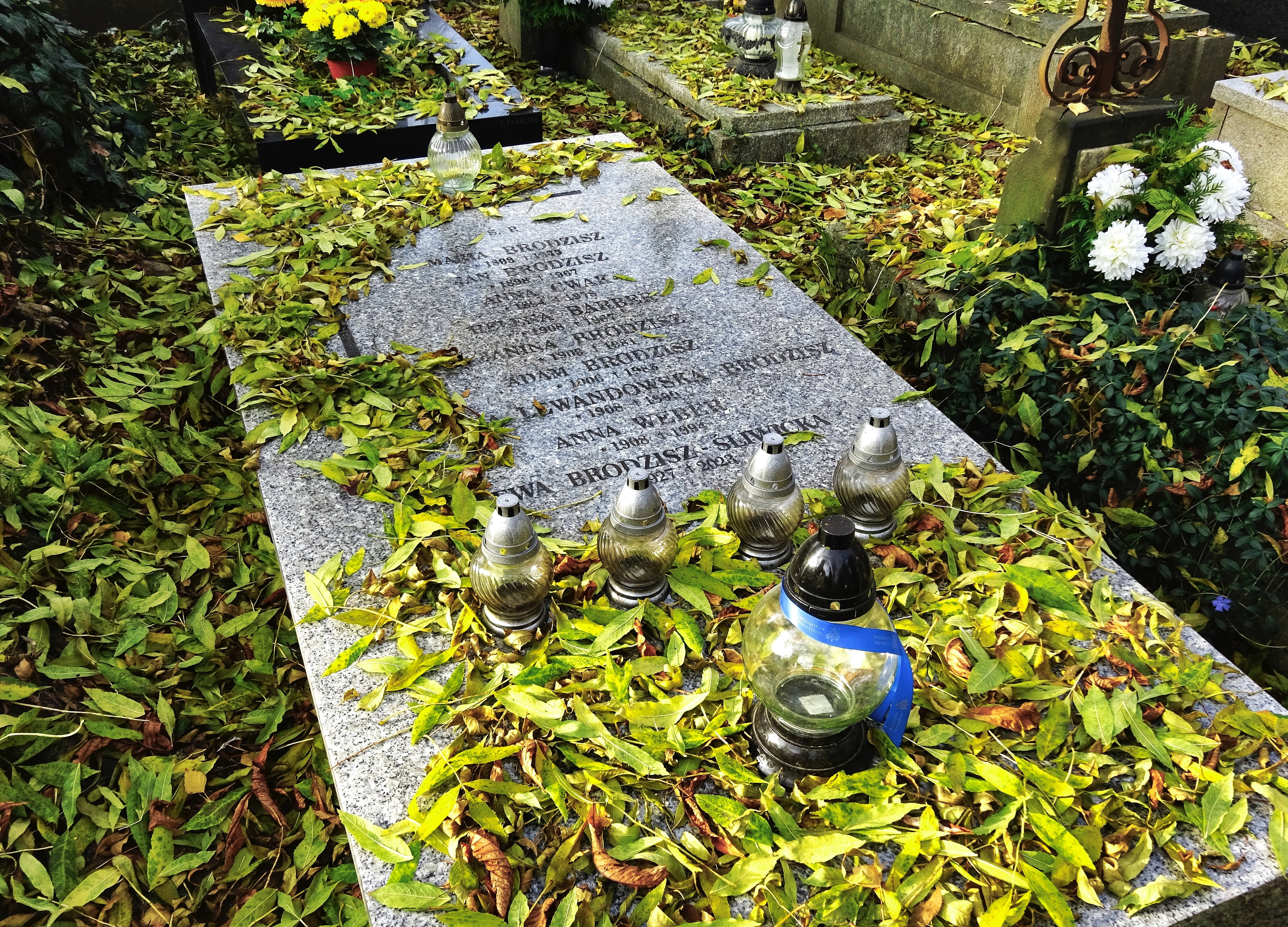
Grób Marii Bogdy na Cmentarzu Rakowickim w Krakowie

W czasie okupacji mieszkała w Warszawie, początkowo (od grudnia 1939 do marca 1941) pracowała jako kelnerka w kawiarni „Napoleonka”. Podczas powstania warszawskiego prowadziła stołówkę na Mokotowie. Po upadku powstania znalazła się w Zakopanem, gdzie wraz z mężem, aktorem Adamem Brodziszem prowadziła pensjonat „Brodziszówka”. Nie mogąc znaleźć zatrudnienia w powojennej kinematografii, rozpoczęła występy teatralne, wraz z mężem prezentowała spektakle kameralne w różnych miastach Polski. W czerwcu 1961 oboje wyjechali na gościnne występy do Stanów Zjednoczonych i po zakończeniu tournée osiedlili się w Los Angeles, gdzie trudnili się hodowlą szynszyli. Po przejściu na emeryturę przenieśli się do Desert Hot Spring.
W kwietniu 1988 zgodnie ze swoim życzeniem została pochowana na cmentarzu Rakowickim w Krakowie.

## Filmografia
- 1929: Pod banderą miłości – Maria, córka komandora
- 1929: Policmajster Tagiejew – Jania, córka Horskiego
- 1929: Tajemnica skrzynki pocztowej – Nina Zawojska
- 1932: Bezimienni bohaterowie – Janina Reńska
- 1932: Głos pustyni – Jenny Burton, angielska turystka
- 1933: Pod Twoją obronę – Maryla
- 1934: Córka generała Pankratowa – rewolucjonistka
- 1934: Młody las – Wanda Lityńska
- 1935: ABC miłości – Helenka
- 1935: Antek policmajster – Kazia Lewandowska, pokojówka gubernatorostwa
- 1935: Rapsodia Bałtyku – Janka Zatorska
- 1936: Mały marynarz – Marysia
- 1936: Pan Twardowski – Kasia
- 1937: Pan redaktor szaleje – Irena
- 1937: Ty, co w Ostrej świecisz Bramie – Maria
- 1938: Kobiety nad przepaścią – Marysia Żurkówna, wiejska dziewczyna
- 1939: Bogurodzica – Maryla